# Modafinil
Modafinil (Vigifinil, Provigil) stimulans je središnjeg živčanog sustava koji se koristi u liječenju pretjerane pospanosti danju (EDS-a) uzrokovane narkolepsijom i obstruktivnom apnejom. Postoje dokazi o učinkovitosti modafinila u liječenju depresivnih poremećaja, posebice atipične depresije.
Česte nuspojave uključuju glavobolju, anksioznost i mučninu. Ozbiljne, ali rijetke nuspojave koje se mogu pojaviti s visokim dozama uključuju deluzije, paranoju i akutnu depresivnost, vjerojatno uzrokovanu učinkom modafinila na dopaminske receptore. Naime, poznato je da je dopaminski sustav imanentan psihotičnim poremećajima. 
Uporaba modafinila treba se odvijati s osobitim oprezom u bolesnika s oštećenom funkcijom bubrega, a izbjegavati se treba u bolesnika s aritmijama i lijevom ventrikularnom hipertrofijom. 
Modafinil je 1970-ih otkrio francuski neuroznanstvenik Michel Jouvet. U Francuskoj se modafinil koristi od 1994., a odobren je za korištenje u Sjedinjenim Državama 1998. godine.

## Zanimljivosti
Modafinil koristi američka vojska kao alternativu D-amfetaminu radi pojačavanja budnosti u dugim borbenim misijama.